# Siergiej Gulewicz
Siergiej Konstantinowicz Gulewicz, ros. Сергей Константинович Гулевич (ur. 23 lutego 1893 r., zm. 10 sierpnia 1975 r. w Paterson) – rosyjski wojskowy (pułkownik), podoficer 8 Sotni, a następnie plutonu artylerii 3, potem 5 Pułku Rosyjskiego Korpusu Ochronnego podczas II wojny światowej, emigracyjny działacz kombatancki.
W 1910 r. ukończył suworowski korpus kadetów, zaś w 1913 r. michajłowską szkołę artyleryjską. Brał udział w I wojnie światowej jako dowódca baterii artylerii. Na początku 1918 r. wstąpił do nowo formowanych wojsk Białych gen. Antona I. Denikina. Służył w 3 Dywizjonie Artylerii Lekkiej. Pod koniec stycznia 1919 r. awansował do stopnia sztabskapitana. Objął dowództwo 1 Baterii Drozdowskiego Dywizjonu Artylerii. Doszedł do stopnia pułkownika. W połowie listopada 1920 r. wraz z wojskami Białych został ewakuowany z Krymu do Gallipoli. Na emigracji zamieszkał w Bułgarii, a następnie we Francji. Po zajęciu Jugosławii przez wojska niemieckie w kwietniu 1941 r., przybył do okupowanego kraju w celu wstąpienia do nowo formowanego Rosyjskiego Korpusu Ochronnego. Służył w 8 Sotni jako podoficer, a następnie plutonie artylerii 3 i 5 Pułku Korpusu w stopniu feldfebla. Po zakończeniu wojny zamieszkał w Paryżu. Był członkiem Stowarzyszenia Wszechkadeckiego. Na początku lat 50. wyemigrował do USA. Od 1956 r. pełnił funkcję zastępcy przewodniczącego Związku Żołnierzy Rosyjskiego Korpusu na Wschodzie USA.